# 휘발유

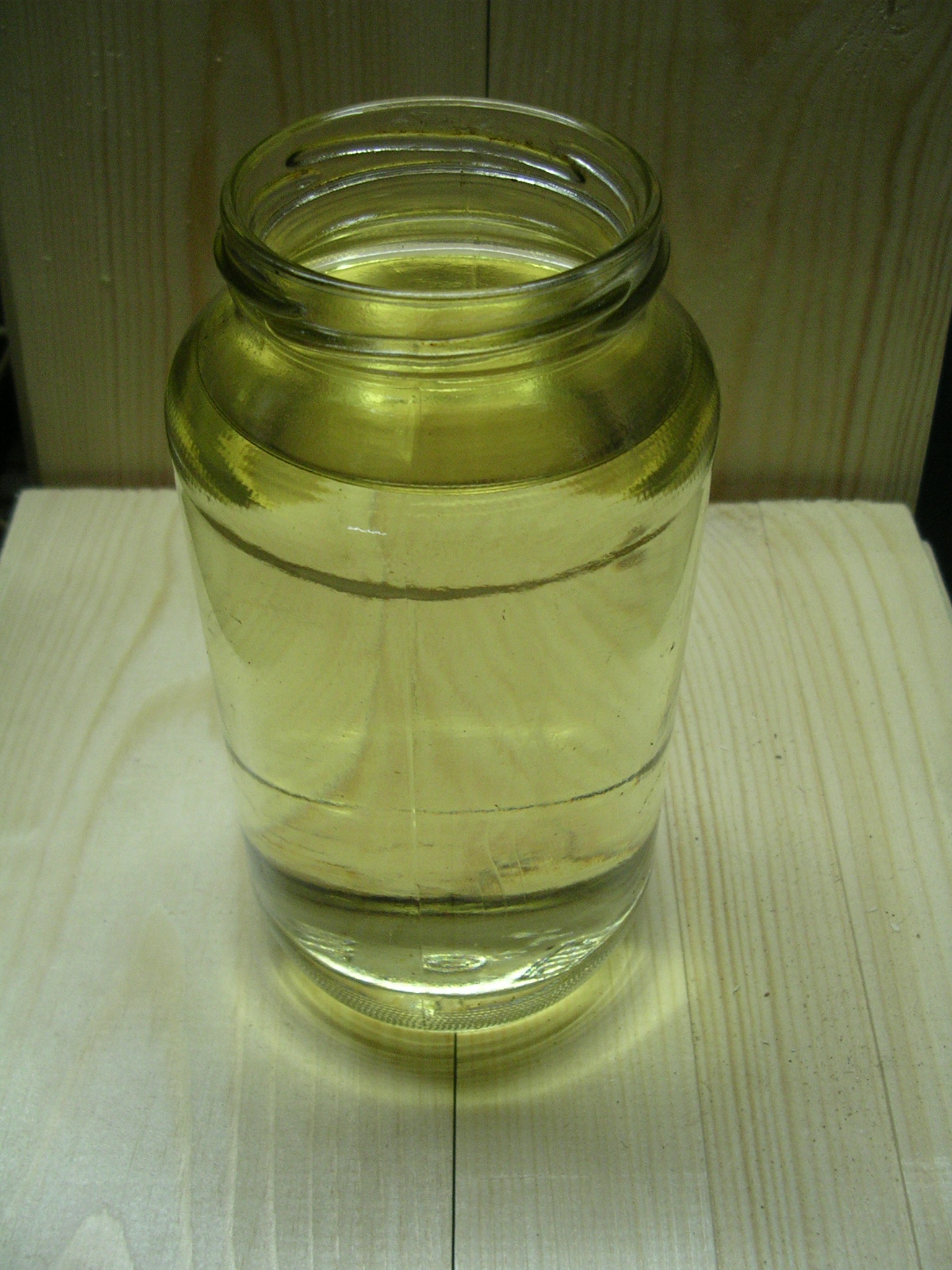
유리병에 담긴 휘발유

휘발유(揮發油)는 석유 제품의 하나이며 석유의 휘발 성분을 이루는 빛깔이 없는 투명한 액체를 가리킨다. 미국에서는 흔히 가솔린(미국 영어: gasoline)이라고 불린다. 영국에서는 petroleum를 줄인 페트롤(영국 영어: petrol)이라고 부른다.

## 개요
초기 석유 산업의 발달과 함께 석유 정제가 이루어질 무렵에는 등유가 가장 많이 사용되었으며 휘발유는 거의 사용되지 않았다. 휘발유의 사용 비중이 급격히 상승하기 시작한 것은 가솔린 엔진이 개발되고부터였으며, 특히 자동차의 대량 생산이 시작된 20세기 초부터 널리 사용하게 되었다. 더불어 휘발유를 연료로 쓰는 농업기계의 개발로 곡물 생산량 증가에도 기여를 하였다.
현재 휘발유는 자동차와 왕복 엔진과 프로펠러를 장착한 비행기 등의 연료나 도료, 고무 가공, 세척용, 드라이 클리닝 등으로 쓰이며, 가장 많이 쓰이는 것은 자동차의 가솔린 엔진이다.

## 특성

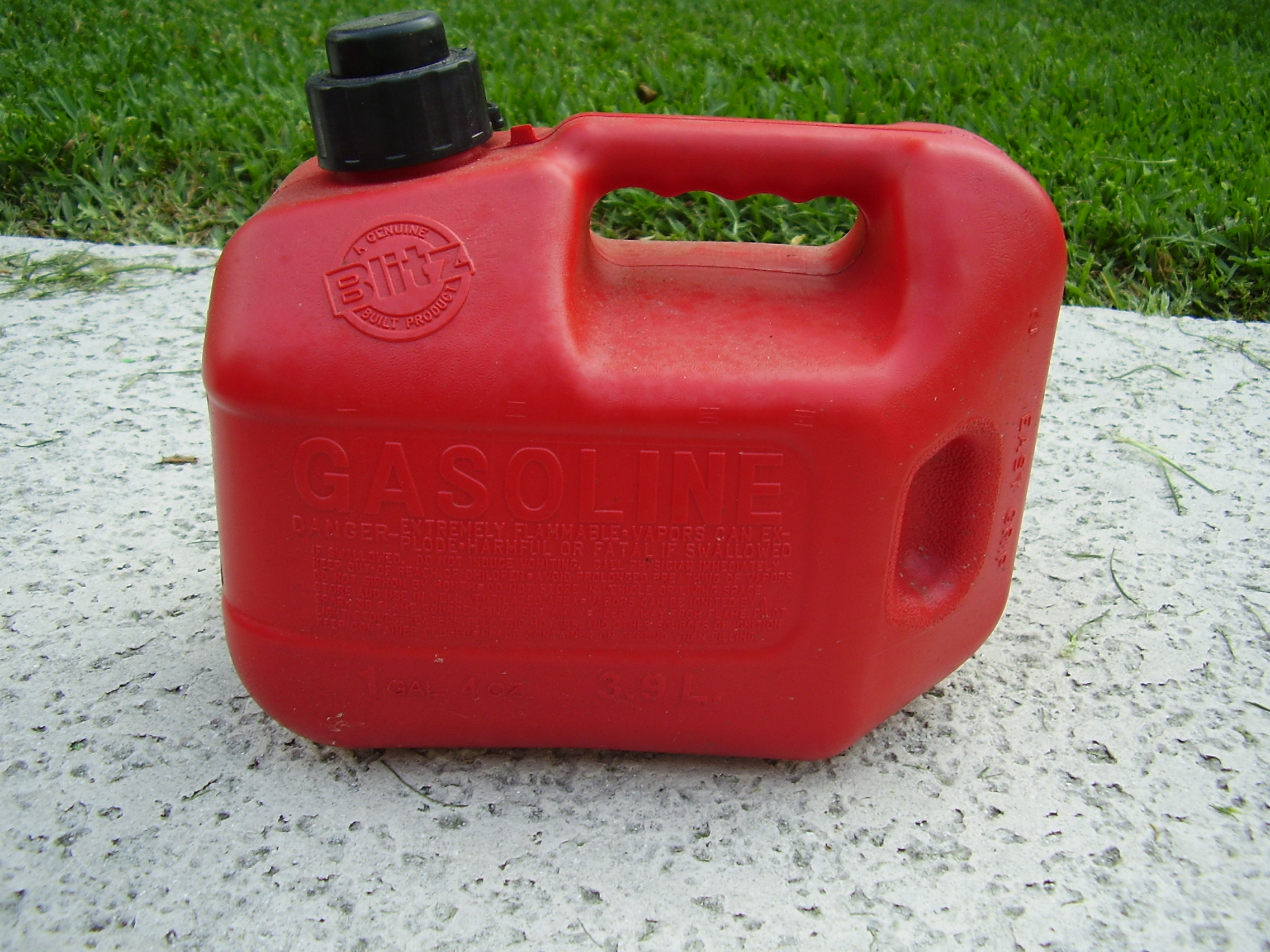
휘발유가 담긴 통

휘발유의 끓는점은 85 °C에 가까우며, 이는 옥테인보다 40 °C가량 낮은 수준이다. 상온에서 쉽게 증발하는 성질이 있다. 휘발성분이 공기와 혼합하면 전기 스파크 같은 자극에서도 쉽게 폭발하며 햇볕에 보관해서도 안된다. 휘발유를 취급할 때는 반드시 완전히 밀폐된 용기에 넣고 증발을 막아서 그늘에 보관해야만 폭발과 화재를 막을 수 있다.

## 휘발유의 종류

### 제조법에 따른 분류
천연가스에서 분리되는 천연휘발유, 원유를 증류하여 얻는 직류휘발유, 중질 석유 유분의 분해로 만들어지는 분해휘발유, 직류휘발유를 개질하여 만든 개질휘발유, 탄소수가 적은 올레핀을 중합시켜 만든 중합휘발유 등이 있다.
보통은 원유를 증류하여 분리하는 '정유'과정을 거쳐 얻는 직류휘발유의 비중이 크다. 끓는점은 30~140 °C 정도이다. 천연휘발유는 유전에서 석유와 함께 생산되는 습성 천연 가스에서 분리하여 얻으며 'NGL(Natural gas liquids)'이라고 한다. 끓는점이 낮고 옥탄값이 높아 겨울용 휘발유에 배합하여 쓴다.
오일 셰일을 통하여 휘발유를 제조할 수 있으나, 원유 생산에 드는 비용이 많이 들어 거의 사용되지 않았다. 그러나 2014년~2015년 들어 셰일 오일 채취 비중이 커지면서 2015년부터 시작된 지속적인 원유 하락의 원인이 되기도 하였다. 셰일 오일은 불순물이 적은 고품질 원유라 정제과정에서 휘발유를 많이 생산하기 때문이다.

### 자동차용 휘발유
- 유연 휘발유: 테트라에틸납을 첨가한 휘발유로 노킹 현상을 방지하기 위해 토머스 미즐리가 개발한 휘발유이다. 구분을 위해 붉은 염료가 미량 첨가된다. 납 성분이 인체와 환경에 축적되고 있는 사실이 알려지면서 현재 대부분의 국가는 대기 오염 방지 차원에서 사용을 금지하였다.
- 무연 휘발유: 납이 대기 중에 축적되는 현상을 막기 위해 산소 화합물을 첨가한 휘발유이다. 보통 대체물로 MTBE를 사용하나 MTBE도 수질 오염 문제가 알려지면서 에탄올을 비롯하여 기타 알킬레이트 류가 사용하기도 한다. MTBE가 수질오염에 끼치는 영향에 대해서는 논쟁이 있기 때문에 대한민국에선 대기환경보전법에 따라 무연 휘발유 사용을 의무화하여, 1995년에 유공(현 SK에너지)의 '엔크린(Enclean)'을 비롯한 호남정유(현 GS칼텍스)의 '테크론'이라는 자사 무연 휘발유 브랜드로 출시한 바 있다.

#### 고급 휘발유
고급 휘발유는 옥탄이라는 물질을 첨가하여 발화점을 높임으로써 노킹을 막을 수 있도록 제조된 휘발유다. 노킹(knocking)은 뜨겁게 달궈진 실린더 온도 때문에 이중연소(불완전연소)가 되는 상태를 뜻하는데, 노킹 발생시 동반되는 소음과 진동이 느껴질 정도면 엔진에 균열이 생기고 빈 틈이 생겨 내구성이 저하된다.
보통 차량용으로 사용하는 무연 휘발유의 옥탄가는 85~96, 고급 휘발유는 97~102, 휘발유를 사용하는 항공기는 103~130 정도이므로, 옥탄가가 높은 만큼, 통상적으로 '하이옥탄'으로 부른다. 일본에서는 하이오크(ハイオク)라고 줄여서 부르기도 한다.

### 항공 휘발유
제트엔진을 사용하지 않는 소형경량 항공기의 엔진은 자동차의 휘발유엔진(피스톤 엔진)과 같은 구조로 되어 있으며 이 엔진에 사용되는 휘발유를 말함. 항공기의 엔진은 자동차의 엔진보다 압축비가 높고, 고속으로 회전하며, 지상보다 조건이 까다로운 고공에서 운전되므로 이에 사용되는 휘발유는 고옥탄가가 요구될 뿐만 아니라 기타 출력, 휘발성, 산화안정성, 어는점 등의 규격이 일반 자동차용 휘발유보다 까다롭다.

### 공업 휘발유
도료, 세정, 기름종이 추출, 드라이 클리닝과 같이 연료 이외의 목적으로 이용되는 휘발유이다. 일본 규격의 경우 다음의 5가지로 나뉜다.
- 벤젠 - 세정용
- 2호: 고무 휘발유 - 고무용 용제·도료용
- 3호: 대두 휘발유 - 추출용
- 4호: 광물 주정제(미네랄 스피릿) - 도료용
- 5호: 클리닝 솔벤트 - 드라이클리닝용, 도료용

## 휘발유의 첨가제
휘발유에서는 위의 노킹 현상을 막기 위한 첨가제 외에 여러 가지 첨가제가 들어가는데, 휘발유가 산화되는 것을 막는 산화방지제, 겨울철에 연료가 얼어버리는 현상을 막는 부동액, 연료 탱크와 연료관에 녹이 발생되는 것을 막는 녹방지제, 연소 후에 엔진에 생기는 침전물을 없애거나 생기지 않도록 하는 청정제와 침전물 제거제, 금속 이물질로 인해 휘발유가 변질되는 것을 막는 금속 불활성화제 등이 있다.

## 휘발유의 혼합물
휘발유가 구성되는 탄화수소의 혼합물은 정유 조건에 따라 다양하게 조성된다. 이 혼합물의 조성을 조성하여 다양한 장소 및 기후 조건에서 엔진 작동을 안정되게 해준다.
휘발유의 탄화수소 중 낮은 온도에서 증발하는 탄화수소 성분이 있는데, 이런 성분이 많은 휘발유는 열이 많을 때 쉽게 증기가 되어버리는 '베이퍼록' 현상을 유발하여 연료가 엔진으로 흐르지 못하게 된다. 그래서 여름철이나 더운 기후에서는 낮은 온도에서 증발하는 탄화수소 성분이 적은 휘발유를 사용하여 베이퍼록 현상을 방지한다. 겨울철이나 추운 기후에서는 낮은 온도에서 증발하는 탄화수소 성분이 많은 휘발유를 사용하여 차가운 엔진에서도 쉽게 시동이 될 수 있도록 한다.

## 참고 자료
주유소측에서는 정확한 사용목적을 확인하지 않은 채 화재발생과 폭발 위험이 높은 휘발유를 적절하지 않은 용기에 담아 판매하면 불법이다. 석유관계법에 따르면 자동차용 휘발유는 절대로 변형된 방법으로 임의의 용기에 판매하지 못하도록 규정되어 있으며, 적발될 경우 해당 주유소에 강력한 행정 처분이 내려지게 된다.

## 같이 보기
- 경유
- LPG
- 석유
- 대구 지하철 참사